# ادوارد مید جانسون
ادوارد مید جانسون (انگلیسی: Edward Mead Johnson; ۲۳ آوریل ۱۸۵۲ – ۲۰ مارس ۱۹۳۴) اهالی کسب‌وکار و کارآفرین اهل ایالات متحده آمریکا بود، که در سال ۱۹۰۵ شرکت داروسازی مید جانسون را تأسیس کرد.